# Oeralmasj (microdistrict)

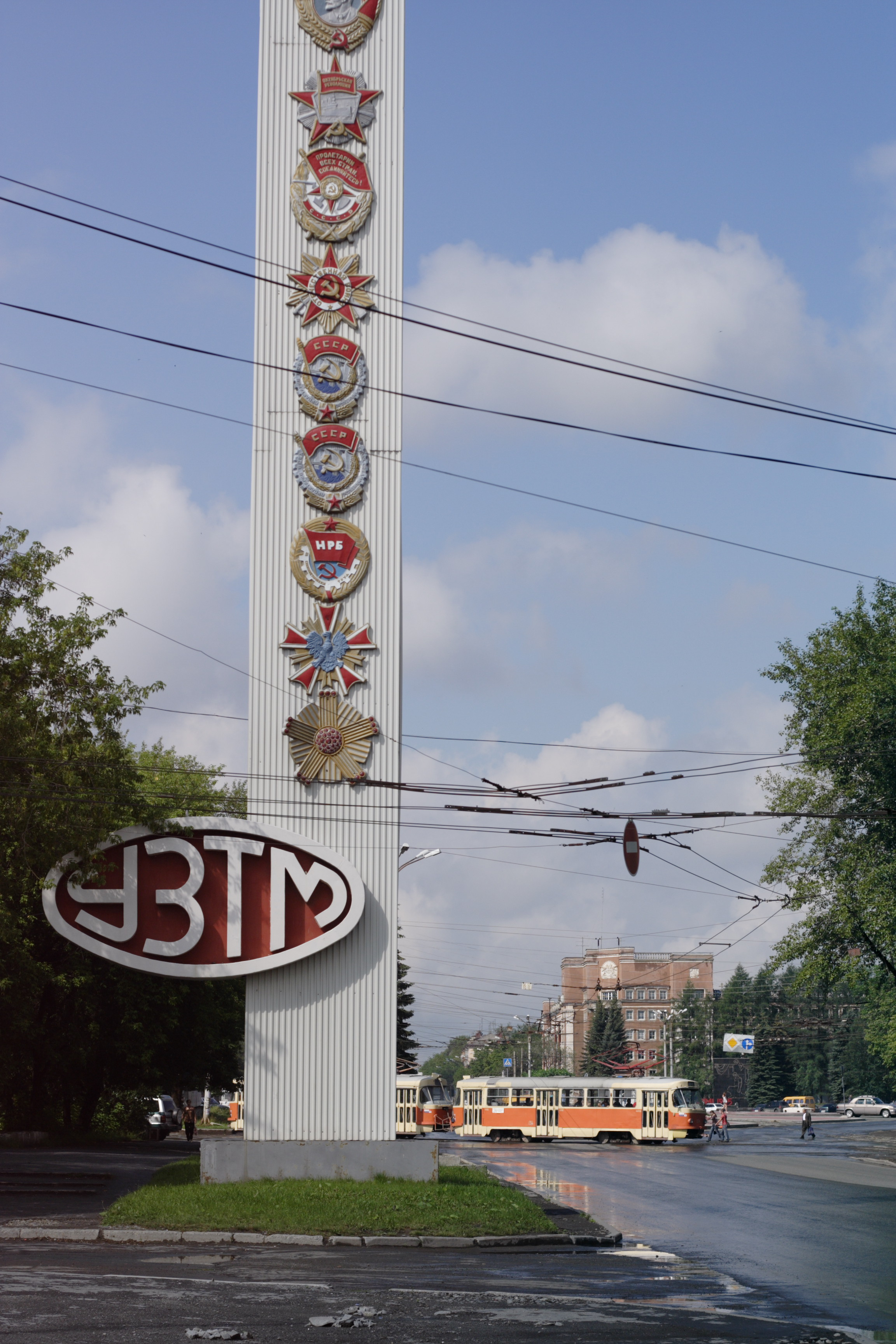
OeZTM (Oeralmasj)-bord bij de toegang naar het microdistrict

Oeralmasj (Russisch: Уралмаш) is een microdistrict in het noorden van de Russische stad Jekaterinenburg, gelegen in het district Ordzjonikidzevski. Het microdistrict vormt een van de grootste woonwijken van de stad.

## Locatie
Het microdistrict is gelegen bij de gelijknamige machinefabriek Oeralmasj (de grootste zware machinefabriek van Rusland) op enige afstand van het stadscentrum, waarvan het wordt gescheiden door het industriegebied, waar de fabriek zich bevindt. De wijk ligt tussen de doorgaande weg Prospekt Kosmonavtov (oosten), het terrein van de Oerlamsjfabriek (zuiden), het bospark Sjoevakisj (rond het Sjoevakisjmeer) en het Pobedypark (westen). Ten noorden ervan liggen de microdistricten Radiostantsieja en Pysjma, ten noordoosten het bedrijventerrein Vejer en ten oosten de microdistricten Kalinovka en Elmasj.

## Geschiedenis en structuur
Het woondistrict ontstond vanaf eind jaren '20 bij de bouw van de grote Oeralmasjmachinefabriek vanaf 1928, waar op het hoogtepunt meer dan 50.000 mensen werkten. In 1929 werd een plan ontworpen voor het woongebied en tussen 1935 en 1936 werden de eerste huizen gebouwd. De infrastructuur werd uitgelegd en de bulk van de bebouwing werd tussen 1961 en 1980 aangelegd.
Door de gespreide bouw is het huizenbestand erg divers. Een deel van de bebouwing bestaat uit houten huizen van 2 verdiepingen, maar het grootste deel wordt gevormd door sovjetblokken van 3 verdiepingen uit de jaren 50 (Chroetsjovska's) en de latere 9 verdieping tellende Brezjnjevka's van gewapend beton. De huizenblokken lopen schuin naar de Prospekt Kosmonavtov toe. Er bevinden zich ook veel winkels, horecagelegenheden en publieke voorzieningen, zoals scholen (waaronder de Russische Staatsuniversiteit voor Beroepspedagogiek), sportcomplexen (waaronder het Oeralmasjstadion) en een kinderziekenhuis. Er bevindt zich ook een museum voor de geschiedenis van de Oeralmasjfabriek.
In de sovjetperiode hadden de bewoners vaak veel last van de fabriek, die een negatieve invloed had op hun gezondheid. In de jaren na de val van de Sovjet-Unie werd de situatie echter verbeterd.
In de jaren 90 kreeg het woondistrict een aansluiting op de Oeralskaja-lijn van de metro van Jekaterinenburg (station Oeralmasj, die van 6 uur 's morgens tot 12 uur 's avonds rijdt. Daarnaast rijden er bussen, trolleybussen en trams op het stadsdeel.

## Maffia
De oprichters van de maffiagroep Oeralmasj, die in de jaren 90 een bloedige oorlog uitvocht met andere maffiabendes in de stad, zijn afkomstig uit het microdistrict.